# 矢並湿地
矢並湿地（やなみしっち）は、愛知県豊田市にある湿地。
東海丘陵湧水湿地群として、上高湿地や恩真寺湿地ともに、2012年（平成24年）7月3日にラムサール条約の登録湿地に指定された。
毎年10月頃に5日間程度一般公開されるが、それ以外の期間は原則立ち入り禁止となっている。

## 概要
鞍ヶ池公園に隣接しており、愛知高原国定公園に指定される地域に含まれる。
豊田市自然愛護協会や地元の保存会が保全活動を行っている。
環境省による「日本の重要湿地500」の1つにも選定された。
湿地面積は、3,000m2（市道を挟み東湿地500m2と西湿地2,500m2合わせた数字）である。

## 生息する主な動物
- ハッチョウトンボ
- ヒメタイコウチ

他、合計466種類の昆虫の生息が確認されている。

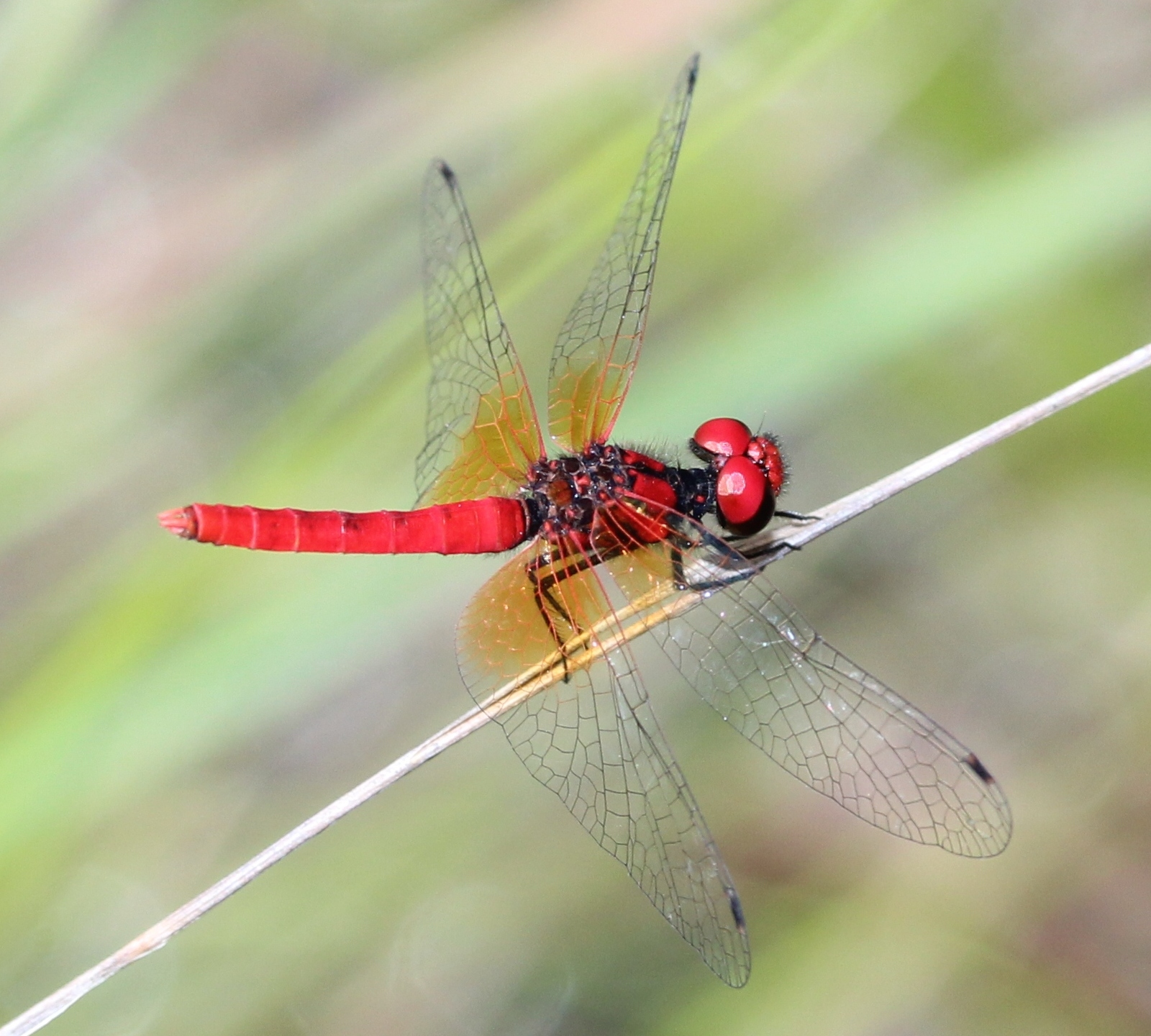
ハッチョウトンボ
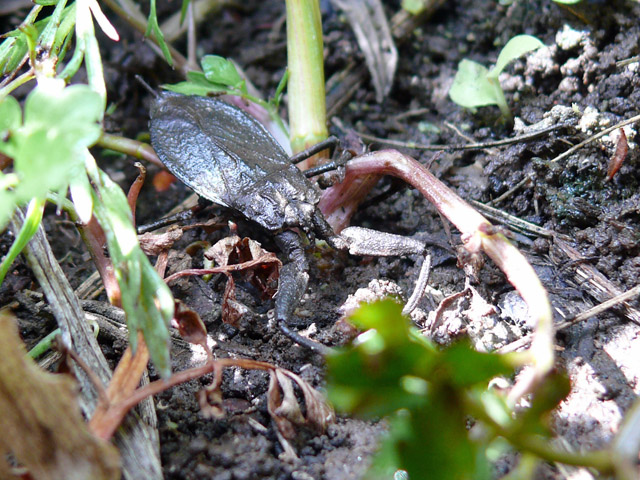
ヒメタイコウチ

## 主な植物
- シラタマホシクサ
- ミカワシオガマ（シベリアシオガマの変種）
- トウカイコモウセンゴケ

他、合計307種類の植物の生息が確認されている。

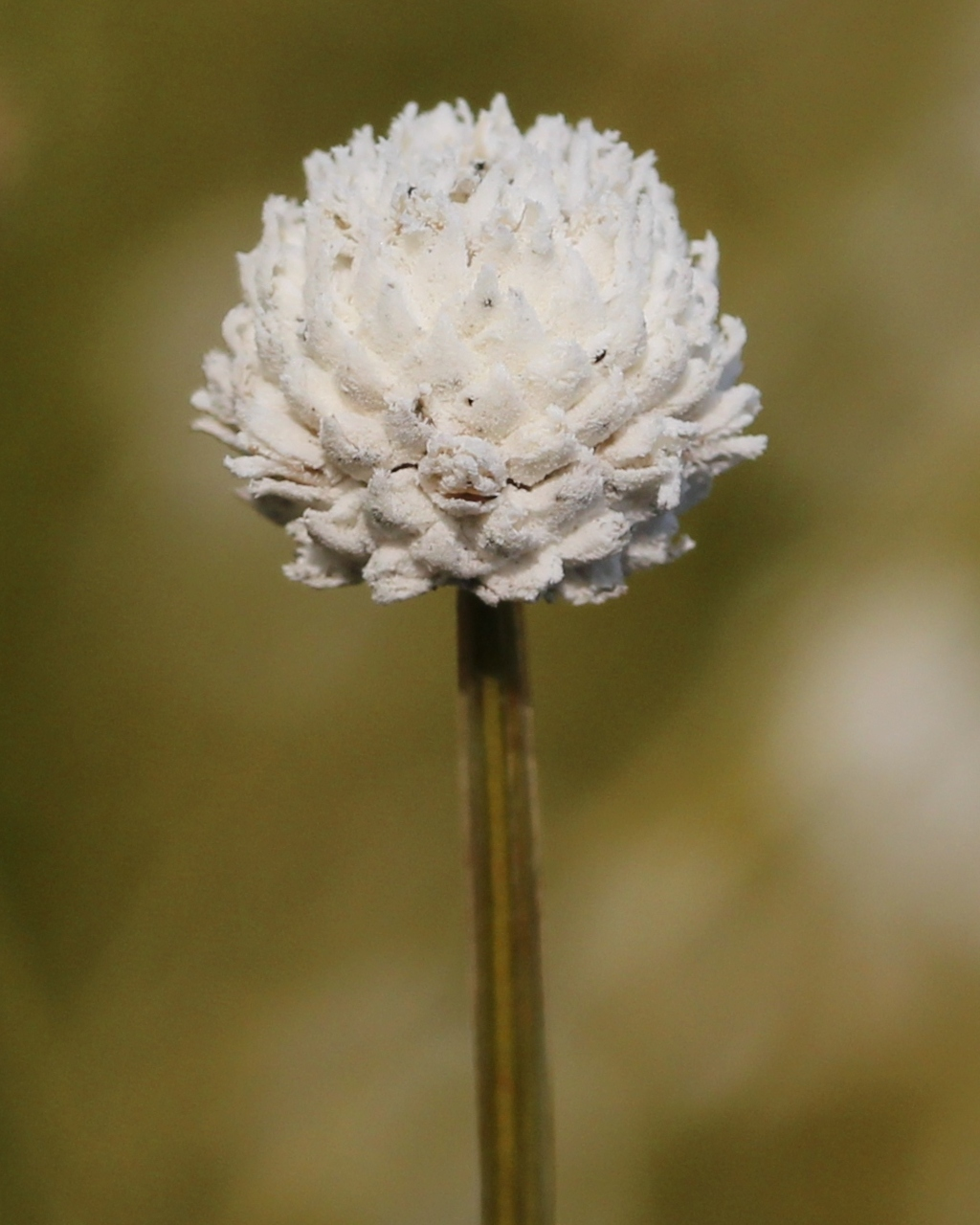
シラタマホシクサ
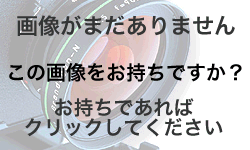
ミカワシオガマ